# Alessandra Maiorino
Alessandra Maiorino (Roma, 24 luglio 1974) è una politica italiana, dal 23 marzo 2018 senatrice della Repubblica Italiana per il Movimento 5 Stelle.

## Biografia

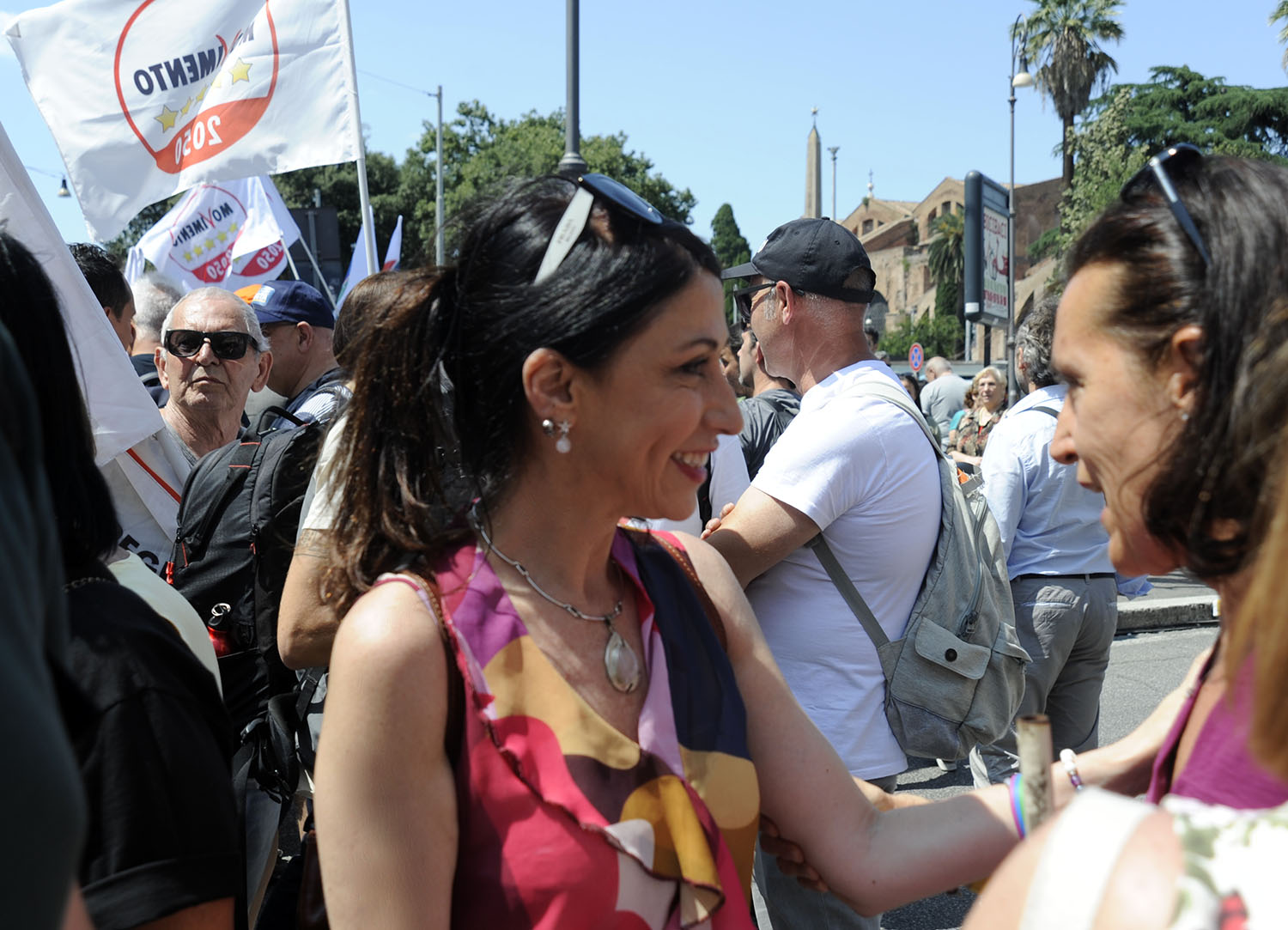
Alessandra Maiorino alla manifestazione 5 Stelle a Roma 2023

Nata il 24 luglio 1974 a Roma, cresce fino ai 19 anni nel quartiere popolare della Magliana. Dal 2006 risiede a Fiumicino. Si è laureata in lettere classiche all'Università degli Studi di Roma Tre e ha conseguito l'abilitazione all'insegnamento nel 2012. Ha insegnato in Italia, Germania e Qatar. Ha collaborato con il quotidiano online Cronache Laiche, che si occupa di laicità, diritti civili e politica. Ha trascorso lunghi periodi all'estero, lavorando e studiando a Londra, Berlino e Sydney.
Alle elezioni comunali nel Lazio del 2013 si candida al consiglio comunale di Fiumicino, tra le liste del Movimento 5 Stelle a sostegno della candidata Fabiola Velli, senza tuttavia essere eletta.
Nel 2015 si trasferisce in Germania, dove ha insegnato in diversi licei tedeschi, tra cui il Gymnasium Rheinkamp Europaschule di Moers e il Luise von Duesberg di Kempen.

### Elezione a senatrice
Alle elezioni politiche del 2018 viene candidata al Senato della Repubblica, in rappresentanza del Movimento 5 Stelle nella circoscrizione Lazio nel secondo posto del collegio plurinominale Lazio - 02, dove risulta eletta senatrice.
Dal 21 giugno al 5 ottobre 2018 ha ricoperto il ruolo di segretario della 4ª Commissione Difesa del Senato.
Dal 3 luglio 2018 al 16 ottobre 2019 ha ricoperto il ruolo di vice-presidente di area internazionale del gruppo parlamentare Movimento 5 Stelle al Senato sotto il primo governo Conte.
Dal 17 ottobre 2019 al 27 ottobre 2020 è stata vice-capogruppo vicario del gruppo parlamentare Movimento 5 Stelle al Senato sotto il secondo governo Conte.
È stata componente della 1ª Commissione Affari Costituzionali dal 5 ottobre 2018 al 23 giugno 2020, entrando poi a far parte della 2ª Commissione Giustizia fino al termine della XVIII legislatura, durante la quale è stata anche componente della Commissione straordinaria per la tutela e la promozione dei diritti umani, della Commissione parlamentare di inchiesta sul femminicidio, nonché su ogni forma di violenza di genere, e della delegazione parlamentare italiana presso l'Assemblea parlamentare della NATO.
L'11 dicembre 2021 diventa il coordinatrice del Comitato per le politiche di genere e per i diritti civili del Movimento 5 Stelle, dove porta avanti la proposta di legge che introduca il matrimonio egualitario e filiazione, assieme al segretario generale di Arcigay Gabriele Piazzoni ed al supporto del giurista Antonio Rotelli.
In occasione delle elezioni politiche anticipate del 2022 è candidata per il Senato nel collegio uninominale Lazio - 02 (Roma Municipio XIV), oltreché come capolista nel collegio plurinominale Lazio 01. Arriva quarta all’uninominale con l'11,31% dietro Lavinia Mennuni del centrodestra (36,30%), Emma Bonino del centrosinistra (33,21%) e Carlo Calenda di Azione - Italia Viva (14,07%), mentre risulta eletta al plurinominale. Diventa poi vicepresidente vicaria del gruppo M5S al Senato.
L'11 dicembre 2023, in occasione di una nuova consultazione degli iscritti, attraverso cui vengono rinnovati i comitati politici del Movimento Cinque Stelle, è confermata coordinatrice del comitato per le Politiche di Genere e i Diritti Civili.

### Attività politica e legislativa
È stata autrice del disegno di legge n. 1176 volto a estendere la legge Mancino ai reati di omofobia. La proposta di legge a prima firma Maiorino è stata scritta insieme ad alcuni esponenti di Arcigay e allo storico attivista LGBTI, Franco Grillini, con interventi di carattere sia penale che culturale a contrasto del fenomeno dell'omolesbobitransfobia. Tutti questi punti sono poi confluiti nel testo che divenuto noto come "legge Zan", dal nome deputato dem e attivista LGBT Alessandro Zan, che ne fu relatore alla Camera.